# 8357 О'Коннор
8357 О'Коннор (8357 O'Connor) — астероїд головного поясу, відкритий 25 вересня 1989 року.
Тіссеранів параметр щодо Юпітера — 3,591.